# Olivier Tia
Pour les articles homonymes, voir Tia.
Olivier Tia est un footballeur ivoirien né le 22 décembre 1982. Il joue au poste d'attaquant avec Al Ahli SC.

## Carrière
- Avant 2004 : ASEC Mimosas ( Côte d'Ivoire)
- 2004-2005 : KSK Beveren ( Belgique)
- 2005-Déc 2005 : KSC Lokeren ( Belgique)
- Jan 2006-2007 : KFCO Wilrijk ( Belgique)
- 2007-2008 : Olympique de Béja ( Tunisie)
- 2008-.... : Al Ahli SC ( Qatar)

## Palmarès
- Championnat de Côte d'Ivoire de football : 2002, 2003 et 2004
- Coupe de Côte d'Ivoire de football : 2003
- Coupe Félix-Houphouët-Boigny : 2003